# خافي رويز
خافي رويز (بالإسبانية: Javi Ruiz) (مواليد 15 مارس 1980 في المرية - إسبانيا) لاعب كرة قدم إسباني يلعب حاليا لصالح نادي الدرجة الأولى إسبانيول الإسباني منذ 2008 في مركز حارس مرمى .

## روابط خارجية
- خافي رويز على موقع قاعدة بيانات كرة القدم.إي يو (الإنجليزية)
- خافي رويز على موقع Soccerway.com (الإنجليزية)
- خافي رويز على موقع كووورة